# فاطمة النوالي آزر
فاطمة النوالي آزر من مواليد القصر الكبير هي صحفية ومقدمة برامج منوعات فنية ومذيعة تلفزيونية مغربية تعد من الرعيل الأول لمقدمي البرامج المغاربية. انتقلت إلى قناة أبوظبي ثم عادت إلى التلفزيون المغربي عبر قناة دوزيم

## مشوارها المهني
تعد فاطمة النوالي آزر من أقدم الإعلاميات اللواتي عرفهم الجمهور المغربي آنذاك، التحقت بالتلفزيون عن سن 19 عاما وهي طالبة في شعبة الأدب الفرنسي في منصب مذيعة ربط في قسم البرمجة ثم قسم إنتاج البرامج الثقافية والفنية، لكن الضغط الرقابي الذي عرفه قطاع التلفزيون إبان عهد الوزير المغربي إدريس البصري حدى بها إلى مغادرة الفضائية المغربية والعمل إعلامية في قناة أبوظبي الإمارتية، لتعود مرة أخرى إلى أرض الوطن مع القناة الثانية دوزيم، قبل أن تقرر الهجرة رفقة أسرتها للولايات المتحدة الأمريكية، منتقلة أحيانا لأرض الوطن لتقديم مهرجانات فنية أو ثقافية.

## حياتها الخاصة
فاطمة النوالي آزر متزوجة من المخرج سعيد آزر ولهما ولدين إلياس آزر وكاميليا آزر

## برامج فنية
- «سيدتي (برنامج)»
- «مراكش اكسبريس (برنامج)» (2007)